# Equinae
Sous-famille
Les Equinae sont une sous-famille de la famille des Equidae se rencontrant dans le monde entier (sauf l'Indonésie, l'Australie et les régions polaires) depuis le Miocène inférieur (depuis 20,6 millions d'années).

## Taxonomie
Equinae a été nommé par Steinmann et Döderlein en 1890 et a été considéré comme monophylétique par MacFadden.

## Liste des genres et tribus
Selon Paleobiology Database (5 juillet 2019) :
- genre Acritohippus
- tribu Calippini
- tribu Equini
- tribu Hipparionini
- genre Hippodon
- tribu Hippotheriini
- genre Merychippus
- tribu Protohippini
- genre Scaphohippus
- genre Stylonus